# Vederlag (arkitektur)

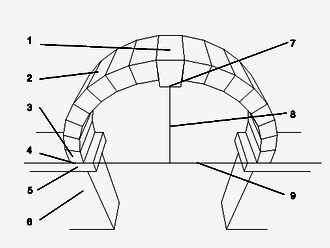
1. slutsten
2. kilsten
3. anfangssten
4. anfang
5. impost
6. vederlag
7. hjässa
8. pilhöjd
9. spännvidd

Vederlag betecknar inom arkitekturen och byggnadstekniken de byggnadsdelar som utgöra ett stöd för, eller bär upp, ett
valv eller en bågkonstruktion. Beroende på hur valvet eller bågen är utformad, behöver vederlagen kunna ta upp sidotryck eller enbart vertialt tryck från valvet eller bågen.